# Parco nazionale Jasper

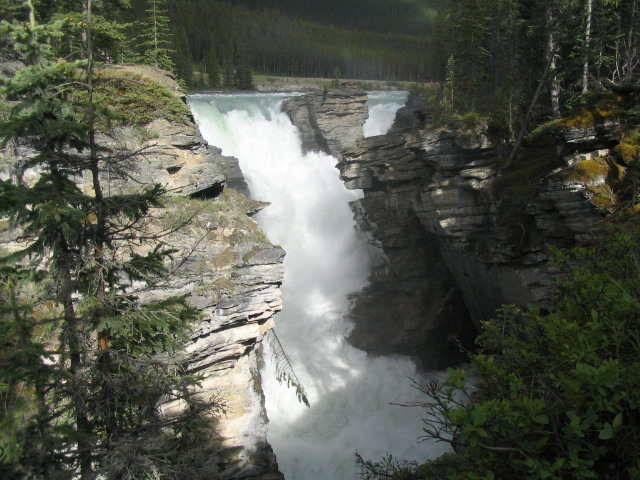
Cascate Athabasca

Il Parco nazionale Jasper (in inglese Jasper National Park) è il più grande parco nazionale delle Montagne Rocciose Canadesi. Si estende su una superficie di 10.878 km², nella provincia dell'Alberta, a nord del Parco nazionale Banff e ad ovest di Edmonton. Il parco include i ghiacciai del Columbia Icefield, sorgenti termali, laghi, cascate, assieme a diverse montagne e vallate, tra queste ultime la Tonquin Valley.

## Storia
L'area protetta prende il suo nome da Jasper Hawes, il quale aprì un trading post per conto della Compagnia del Nord-Ovest nella località che originariamente era conosciuta come Fitzhugh. Il parco è stato istituito il 14 settembre 1907 come Parco forestale di Jasper ed è stato poi trasformato in parco nazionale nel 1930, con l'approvazione della Legge sui parchi nazionali.
Nel 1984 il parco è stato dichiarato patrimonio mondiale dell'umanità dall'UNESCO, insieme ad altri parchi nazionali e provinciali che formano i parchi delle Montagne rocciose canadesi, per la bellezza dei paesaggi montani, caratterizzati da alte cime delle montagne, ghiacciai, laghi, cascate, canyon e grotte calcaree, nonché fossili.
Nel 2004, il parco ha avuto 1.891.100 visitatori, mentre nel 2013 il Parco Nazionale di Jasper è stato visitato da 2.022.878 persone.

## Geografia
I principali sistemi fluviali che nascono nel parco includono i fiumi Athabasca e Smoky, che fanno parte del bacino del Mar Glaciale Artico.
Numerose cascate sono presenti lungo il parco, le più interessanti sono le cascate Sunwapta e le Cascate dell'Athabasca.

## Fauna
I turisti sono attratti dalla fauna non sempre facile da avvistare, che comprende tra i mammiferi, orsi neri americani, il grizzly, il coyote, lupi, puma, linci canadesi, alci, wapiti, caribù, capre delle nevi, bighorn, cervi mulo, cervi dalla coda bianca, istrici, castori, due specie di volpe, martore, pika, coyote, marmotta canuta e ghiottoni.
Gli uccelli comuni che girano a questo parco sono aquile di mar a testa bianca, aquile reali, gufi cornuti, pernici bianche dalla coda bianca, tetraoni delle peccette, beccofrusoni, oche canadesi, svassi collorosso e frosoni vespertini americani.
Il parco insieme ai limitrofi Banff, Yoho e Kootenay è stato dichiarato patrimonio dell'UNESCO.

## Turismo
Alcune delle attrazioni paesaggistiche del parco includono il monte Edith Cavell, il lago Pyramid e il monte Pyramid, il lago Maligne, il lago Medicine e la Valle di Tonquin. Altre attrazioni sono l'area sciistica del Marmot Basin, le escursioni su speciali autobus da neve sul ghiacciaio dell'Athabasca, un ghiacciaio esterno del Ghiacciaio Columbia, le cascate dell'Athabasca, la funivia di Jasper e numerose altre attività ricreative connesse all'aria aperta, come escursionismo, pesca, osservazione della fauna selvatica, rafting, kayak e campeggio. Le sorgenti termali di Miette si trovano vicino all'ingresso nord-est del parco e sfruttano le acque che sgorgano ad altissima temperatura e che vengono raffreddate per l'utilizzo termale.
La Strada dei Ghiacciai (Icefields Parkway) è una strada di 230 km (140 miglia) che parte dal lago Louise, nel parco nazionale di Banff e arriva a Jasper. La strada è parallela allo spartiacque continentale delle Americhe e consente ai turisti l'accesso alle montagne con autoveicoli, biciclette e motociclette. Le cascate dell'Athabasca e di Sunwapta sono entrambe accessibili dalla strada.

## Nella cultura di massa
Il parco nazionale di Jasper è l'ambientazione in cui è stato realizzato il film di animazione Alpha and Omega del 2010.